# Birgitta Hylin
Stina Birgitta Charlotta Hylin, född 24 juli 1915 i Kungsholms församling, Stockholm, död 16 april 1998 i Solna, var en svensk översättare, viskompositör och vissångerska. 

## Biografi
Birgitta Hylin producerade 1946-1950 en handfull översättningar av barnböcker från danska, norska och engelska. En tvåbetygsuppsats 1971 om barnvisor och -ramsor på Färöarna gav sedan en antydan om vilken inriktning hennes fortsatta översättargärning skulle ta; efter antologin Noveller från Färöarna 1976 skulle hon komma att helt koncentrera sig på att översätta från färöiska.
Hon skymtar förbi i kortfilmen Ett ögonblick redaktörn (1941). Hennes mest framgångsrika sång var tonsättningen av Erik Axel Karlfeldts "Sommardansen". Såvitt bekant är den enda inspelningen med henne som sångerska "En rosen visa med elskog" på LP:n Vispråmen Storken 2 (utgiven av Metronome 1970).

## Familj
Birgitta Hylin var dotter till tandläkaren Frithiof Nordström och Gerda von Porat samt syster till textförfattaren Gunilla Sandberg. Hon var 1937–1962 gift med tandläkaren Gösta Hylin (1910–1991), son till tandläkaren Uno Hylin och Alma (Lalla) Möller.

## Sånger på skiva[6]
- Sommardansen (text Erik Axel Karlfeldt) (sjungen av Karin Juel, Cupol, 1949) (sjungen av Tatiana Angelini, HMV, 1951) (sjungen av Margareta Kjellberg, på LP:n Under takåsarna i Paris, Odeon, 1980) (sjungen av Annica Risberg, på LP:n Den vackraste visan eller två små röda rosor, Musiklådan, 1984) (sjungen av Inger Berggren, på LP:n Jag sjunger mina visor, Skandinaviska Grammophon, 1965)
- Sommarn och jag (instrumental version, på CD:n Inbjudan, Prophone, 2000)
- Farfars kampsång (text Helga Henschen) (sjungen av Göteborgs kammarkör, på CD:n Tankarnas gröna träd, Footprint, 2002)
- Om du bara höll mej fast i handen (sjungen av Ulla Sallert, på LP:n Flickan på vägen, Philips, 1976)
- Söndagsvisa (sjungen av Ulla Sallert, på LP:n Flickan på vägen, Philips, 1976)
- Löken (sjungen av Kjell Lönnå med 3000 körsångare, på CD:n Sånger för livet: live i Globen. 7, Svenska journalens läkarmission och hjälpverksamhet, 2005)

## Skrifter
- Sommardansen och andra visor: till ord av Karlfeldt, Ferlin, Boye, Lindorm och många fler (Proprius, 1970)
- Skjaldur: en studie över barnvisan och barnramsan på Färöarna (Stockholms universitet, 1971) [tvåbetygsuppsats i folklivsforskning]
- Färöord: liten färöisk-svensk ordbok (tillsammans med Ebba Lindberg) (Samfundet Sverige-Färöarna, 1984)

## Översättningar (urval)
- Sovjethumor (översättning från det danska urvalet) (Rabén & Sjögren, 1946)
- Noveller från Färöarna: en antologi (Norstedt, 1976)
- Heðin Brú: Fattigmans heder (Feðgar á ferð) (PAN/Norstedt, 1977)
- Heðin Brú: Fjällskuggan och andra noveller från Färöarna (Norstedt, 1981)
- Gunnar Hoydal: Långt bortifrån: med Färöarna i hjärtat (Ur Av longum leiđum) (Linnaeus,1992)
- Jens Pauli Heinesen: Vrakgods (Rekamađurin) (Sahlgren, 1992)
- Fyra sägner från Färöarna (Samfundet Sverige-Färöarna, 2001)